# Dermatoom (anatomie)
| Dermatomen en belangrijkste huidzenuwen. |

Een dermatoom is een gedeelte van de huid dat hoofdzakelijk door een enkele ruggenmergzenuw wordt voorzien. Er zijn acht cervicale zenuwparen, twaalf thoracale zenuwparen, vijf lumbale zenuwparen, vijf sacrale zenuwparen en één coccygeaal zenuwpaar.
Over de borst en de buik vormen de dermatomen een stapel schijven die samen een mens vormen, waarvan elk voorzien wordt door een andere ruggenmergzenuw. Langs de armen en de benen is het patroon anders: de dermatomen verlopen meer longitudinaal over de ledematen. Hoewel het patroon van mens tot mens ongeveer gelijk is, zijn de precieze gebieden even uniek als vingerafdrukken.
Eenzelfde gebied dat wordt voorzien door een bepaalde perifere zenuw wordt perifeer zenuwveld genoemd.

## Klinisch belang
Een dermatoom is een huidgebied dat wordt voorzien door sensibele zenuwen naar een specifieke zenuwknoop toe. Symptomen die zich uiten in een bepaald dermatoom, zoals pijn of uitslag, kunnen voortkomen uit de daarbij horende zenuwwortel. Voorbeelden zijn aandoeningen van de wervelkolom, hernia's en virusinfecties. Ook aandoeningen van een orgaan kunnen zich weergeven in een dermatoom, wanneer zenuwen uit het betreffende orgaan op hetzelfde ruggenmerg niveau als het dermatoom contact maken.  Bij weerpijn is gewoonlijk sprake van een "gerefereerde" plaats (referred pain); deze pijn is dus niet geassocieerd met een dermatoom.
Virussen zoals gordelroos of varicella-zostervirus geven vaak pijn en/of uitslag in het verloop van een dermatoom. De symptomen komen overigens niet altijd over de hele dermatoom voor.

## Belangrijke dermatomen en daarbij horende anatomische structuren
- C2 – achterzijde van het hoofd
- C3 – gebied ter hoogte van de boord van een coltrui
- C4 – gebied van een lage kraag
- C6 – (nervus radialis): duim
- C7 – (nervus medianus) wijs- en middelvinger
- C8 – (nervus ulnaris) ringvinger en pink en de mediale achterzijde van de arm
- Th4 – tepels
- Th5 – onderborstplooi
- Th6/Th7 – processus xiphoides (zwaardvormig uitsteeksel van het borstbeen)
- Th10 – navel (vaak het eerste symptoom van blindedarmontsteking)
- Th12 – schaamstreek
- L1 – lies
- L2 – os ilium, scrotum
- L3 – gebied boven knieschijf[1]
- L4 – gebied rond de knieschijf
- S2/S3 – genitaliën

## Verdere afbeeldingen

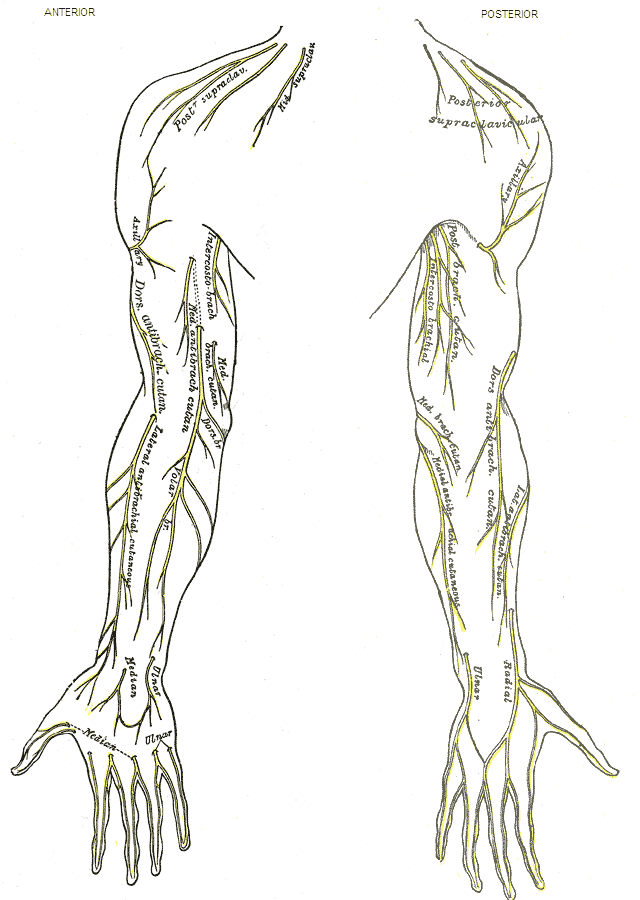
Huidzenuwen van de rechterarm.
De segmentale verdeling van de huidzenuwen van de rechterarm.
De segmentale verdeling van de huidzenuwen van het rechterbeen.
De segmentale verdeling van de huidzenuwen van de rechtervoet.